# Apis mellifera mellifera
Det nordiska biet Apis mellifera mellifera är en naturlig underart till honungsbiet. Beroende på land och språk, kallas det även för det europeiska mörka biet, det svarta biet, det bruna biet, det brittiska mörka biet, det tyska biet eller det tyska mörka biet. I Sverige är den vanligaste beteckningen det nordiska biet.

## Taxonomi och utseende
Även om honungsbin har varit kända sedan mänsklighetens tidiga historia (till exempel i det forntida Egypten) utvecklades den moderna klassifikationen av dem först på 1700-talet. Först ut var taxonomen och engelsmannen John Ray som gav dem namnet Apis domestica, vilket inte var optimalt eftersom han inte visste om att det fanns andra underarter av honungsbin och vilda bin. Ett halvt århundrade senare gav Carl von Linné det nordiska biet namnet Apis mellifera Linnaeus, i tron att detta var det enda släktet och den enda arten av honungsbin. Senare när fler underarter upptäcktes, introducerade man därför ett tredje namn för att kunna skilja åt olika underarter  (till exempel Apis mellifera mellifera, Apis mellifera carnica).
Grunderna för en mera detaljerad beskrivning av det nordiska biet lades av den tyske honungsbiforskaren Friedrich Ruttner på 1800-talet.  Det nordiska biet kan skiljas från andra underarter genom en kraftigt byggd kropp, trubbig bakkropp, svart kitinpansar, riklig behåring på mellankroppen, och glesa hår på bakkroppen (se figur 1). Färgen på kroppen varierar från brun till svart. Detta är därmed ett särskilt kännetecken eftersom andra underarter av honungsbiet oftast har gula inslag på sina bakkroppar. Jämfört med andra västerländska underarter av honungsbin har det nordiska biet den längsta och bredaste kroppsbyggnaden och den längsta behåringen på bakkroppen (mellan 0,4 och 0,5 mm). Däremot har det den kortaste sugsnabeln (labium), där längden varierar beroende på ort (till exempel i Sydfrankrike är den 6,45 mm lång, i Alperna 6,19 mm lång, och i Norge 5,90 mm lång).
För närvarande antar man att de genetiska egenskaperna hos de nordiska bina är mer eller mindre identiska  inom ett område som sträcker sig från de brittiska öarna till Uralbergen och upp till Norden. Men på grund av lokala skillnader i klimat och vegetation (foderväxter) kan det bildas lokala, distinkta ekotyper. I Schweiz och Österrike finns en speciell variant Apis mellifera mellifera Nigra (nigra, från latin med betydelsen svart) som karaktäriseras av en svart hudfärg och pigmenterade vingar. I Frankrike finns det åtminstone flera olika ekotyper, beroende på region och vegetation (ljung i sydväst, lavendel i söder, fruktträd och kastanjeträd i Paris), till skillnad mot Norden som har en högre andel av andra växter, till exempel bär såsom lingon och blåbär. Parningsflykterna i Frankrike kan därmed börja redan mellan februari och april månad, vilket är åtminstone upp till fyra månader tidigare än till exempel i norra Sverige.
Hybrider med andra underarter kan ofta särskiljas genom att de har ljusa gula ränder på bakkroppen, men i vissa fall kan det vara svårt att göra en säker identifiering på yttre morfologiska delar. Det säkraste sättet att skilja olika underarter ifrån varandra är på vingförhållandet och vinkeln mellan vissa vingribbor. Det är också den metoden som används i avelsarbetet för att bevara underarten (se figur 2).

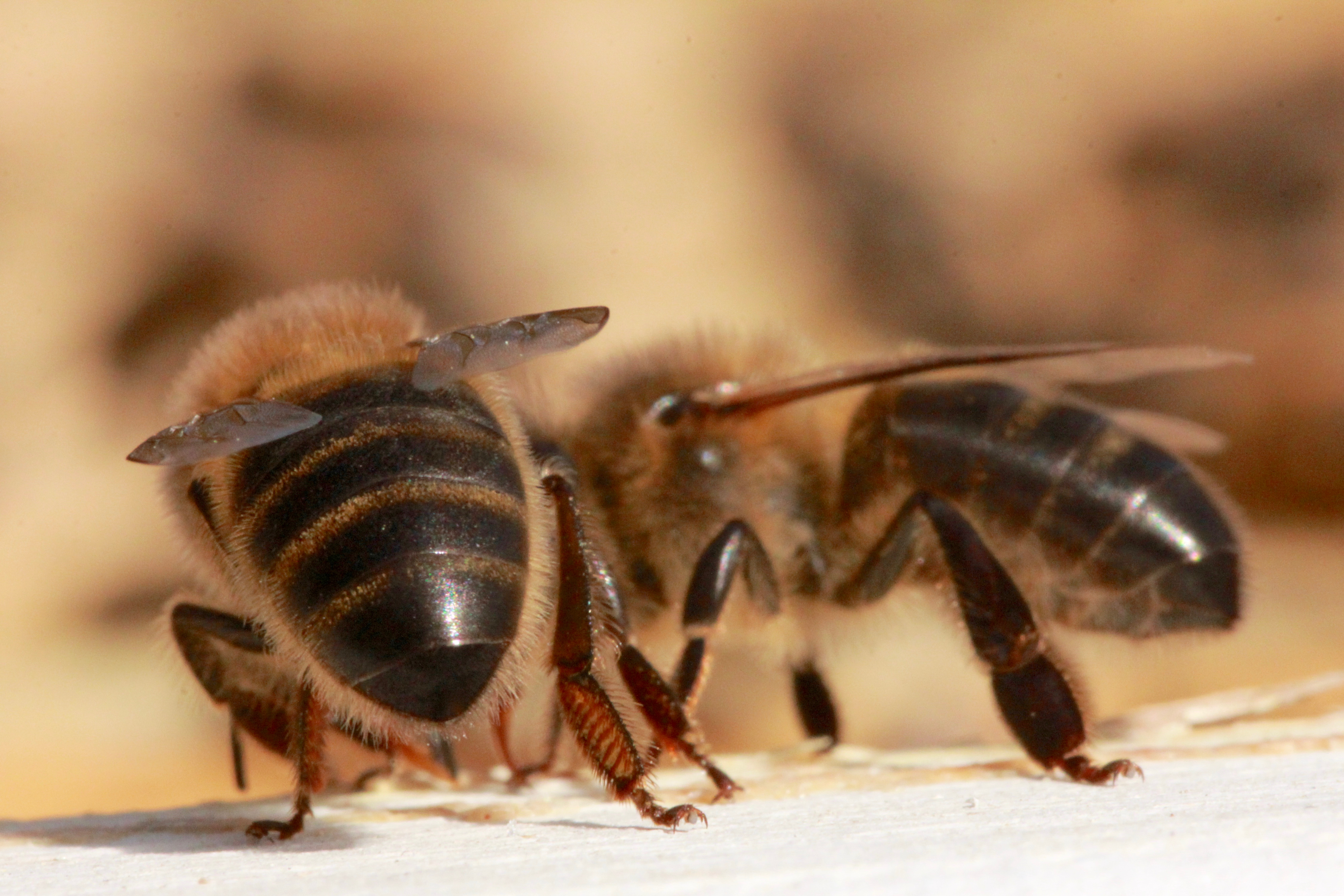
Figur 1: Den breda, svarta bakkroppen och trubbiga bak är ett karaktäristiskt kännetecken för nordbiet (Apis mellifera mellifera).

Figur 2: Kubitalindex

## Ursprung och utveckling
En internationell studie från år 2013 har funnit att det ursprungliga honungsbiet (Apis mellifera) levde redan för 25 miljoner år sedan i Europa. Under istiden vandrade bisamhällen från denna underart fram och tillbaka mellan norra och södra Europa. När istiden började nå sitt slut för cirka 11,700 år sedan befann de sig i södra Europa vid medelhavet, eftersom stora delar av norra Europa (till exempel Schweiz och Österrike) ännu var täckta med is. Vid medelhavet hade de tillgång till gynnsamma klimatförhållanden och rikliga skogar vid kusten. Eftersom medelhavet låg cirka 90 meter lägre jämfört med idag förekom det även fler landområden. Med tiden skapades ideala betingelser för utveckling av olika underarter, till exempel på den Iberiska halvön, i södra Frankrike, Italien och Balkanområdet. Ur detta utvecklades två grupper av det ursprungliga nordiska biet: 
- Mellan Italien och Balkanområdet utvecklades "C-gruppen", som består av underarterna carnica och ligustica.
- I Sydfrankrike (via Nord- och Sydeuropa och Nordafrika) uppstod "M-gruppen", de bruna/mörka underarterna. Dessa delas upp i: 
  - Det iberiska honungsbiet (Apis mellifera iberica), vars historiska utbreddningsområde var Spanien och Portugal;
  - Afrikanska honungsbin, uppdelat i tre grupper: Sahara-biet (Apis mellifera sahariensis), Tell-biet (Apis mellifera intermissa), och Riff-biet (Apis mellifera major);
  - Det Nordiska biet (Apis mellifera mellifera), vars historiska utbredningsområde var norr om alperna, i östra och norra Europa. Nuvarande teorier har föreslagit att det nordiska biet påbörjade sin flyttning från den franska medelhavskusten upp mot  norra Europa för ungefär 9,000 år sedan. En viktig bidragande faktor var pionjärväxten hassel (Corylus), som hade en utbredningshastighet på cirka 1,5 km per år från södra upp till norra Europa (den så kallade hassel-linjen). Därmed tog det uppskattningsvis cirka 1,700 år för bina att flytta från södra Europa upp till Stockholm (vilket motsvarar en sträcka på cirka 2,600 km).

Det nordiska biet har sin ursprungliga utbredning från Alperna i söder till Uralbergen i öster och mellersta Skandinavien i norr och Brittiska öarna i väster. Under 1800-talet tog europeiska invandrare med det nordiska biet till olika områden såsom den amerikanska kontinenten, Australien, Nya Zeeland och Sibirien, där det ursprungligen bara fanns vilda bin. Man har uppskattat att omkring år 1850 hade det nordiska biet sin största utbredning på jorden.  Nu finns det också i Nordamerika, Australien och Nya Zeeland. Enligt Friedrich Ruttner borde det nordiska biet inte kunna etablera sig norr Stockholm (framför allt inte utan hjälp från biodlare), men flera moderna studier av praktisk biodling har visat att det går att etablera nordiska bin i norra Sverige, såsom Västerbotten och vissa regioner  i Norrbotten.

## Egenskaper
Egenskaperna hos honungsbin bestäms av flera faktorer, framför allt lokala miljö- och väderförhållanden och biodlingsteknik. Enligt Friedrich Ruttner´s studier har det nordiska biet anpassat sig väl till det tuffa klimatet mellan de schweiziska alperna och Sverige, som kännetecknas av växlande väderförhållanden med oftast regniga somrar.
Några exempel på deras specialanpassningar:
- Bisamhällets anpassning till vegetationsutvecklingen i kallare klimat. En konsekvens av detta är att parningsflykten börjar senare jämfört med andra underarter och att det sker snarare stegvis än  explosionsartat.
- Speciella strategier för att lagra honung och pollen för att undvika svält under svåra väderförhållanden på sommaren.
- Honung: Under de senaste decennierna har det pågått en intensiv diskussion om vilken underart till honungsbiet som kan producera mest honung. Det har ofta framhävdats att Carnicabiet producerar mest honung men dessa beräkningar baserar sig på ojämförbara betingelser. För närvarande finns det belägg för att det nordiska biet producerar åtminstone jämförbara mängder av honung  och att de snarare tack vare deras effektiva  anpassning till  låga temperaturer och växlande väderförhållanden kan bidra till en mera långsiktig och garanterad honungsproduktion än andra underarter.[12]
- Pollen: Det nordiska biet kan samla upp till 30 kg pollen under en säsong. Inne i bikupan blandar arbetsbina pollenet med nektar och enzymer för att göra det mera lättsmält och hållbart, och bygger det sedan till en bred pollenkrans som sedan kan användas som foder till deras larver.
- Propolis: Det nordiska biet kan samla förhållandevis mycket propolis (upp till tre gånger mera än andra underarter[13]), som används för att laga springor inne i bikupan.
- Svärmning: Enligt allmänna erfarenheter svärmar det nordiska biet lite mera försiktigt än andra underarter, vilket kan bidra till en högre överlevnad under år med svåra väderförhållanden.
- Vinterklot[14]:  Vinterklotet är generellt något mindre jämfört med andra underarter, eftersom bina sitter tätare intill varandra för att behålla värmen bättre.

Det finns en hel del andra positiva egenskaper som också brukar tillskrivas det nordiska biet, såsom att det är mera köldtolerant, kan flyga vid lägre temperaturer, är fredligt och därmed lättare hanterbart, är mera resistent mot angripare såsom getingar och varroa-kvalster, har en längre livstid, orsakar lägre förluster, och har en låg foderåtgång. Dessa egenskaper är dock ännu inte entydigt vetenskapligt klarlagda (och därmed inte heller motbevisade), utan baserar sig på personliga bedömningar på olika orter. Här finns ett stort behov av vidare systematiska efterforskningar. Det nordiska biet har under vissa perioder också tillskrivits några negativa egenskaper såsom aggressivitet, men senare efterforskningar har visat att dessa har baserats på antingen feltolkningar (oftast på grund av felaktig identifiering av underarten), eller oberättigade negativa rykten. För närvarande ökar andelen biodlare med  positiva erfarenheter av det nordiska biet.
Nordgen har upprättat en wiki med information om de biodlingsmetoder som är specifika för det bruna biet, Brown Bee Wiki.

## Undanträngning
Under andra hälften av 1900-talet började det nordiska biet trängas undan genom import och inkorsning av flera andra underarter (framför allt med Carnicabiet) från de södra och östliga regionerna i Europa och Ligusticabiet från Italien. Detta gav upphov till en rad olika, delvis mera aggressiva hybridraser, vilket i sin tur trängde ut det nordiska biet helt eller delvis.

## Räddningsaktioner i världen
Numera finns det samhällen med nordiska bin bara på ett begränsat antal områden i världen. För närvarande sker därför flera lokala aktioner för att återetablera det nordiska biet i flera länder, såsom Belgien, Danmark, Estland, Finland, Frankrike, Irland, Lettland, Litauen, Norge, Polen, Ryssland, Schweiz, Storbritannien, Sverige, Tjeckien, Tyskland och Österrike. Några exempel på återetableringsresultat under de senaste åren: 
- I Danmark har det nordiska biet nästan utrotats på grund av import av gula honungsbin under 1980-talet. Både Danmarks regering  och EU har nu godkänt att ett reservat för "brune bin" ska skapas på ön Läsö.
- I Finland var det nordiska biet nästan helt utrotat men för närvarande  försöker man att återetablera det nordiska biet igen i Finland, framför allt inom Helsingfors och Åbo området.[19]
- I Norge fanns tidigare Europas största bestånd av nordiska bin, men det har nu minskat kraftigt på grund av import av andra underarter och hybridiseringar. Ett intensivt arbete har nu startat med att ta vara på vad som finns kvar av rent avelsmaterial. Även import pågår från bland annat Sverige och Skottland.
- I Storbritannien har det funnits nordiska bin sedan istiden fram till 1830-talet, tills man började importera andra underarter utifrån. Under första världskriget drabbades många nordbisamhällen  av en massdöd (Isle of Wight disease, förorsakad av parasiten Acarapis woodi[20]) och man trodde länge att det nordiska biet hade dött ut i Storbritannien. Det visade sig dock finnas betydande populationer av melliferabin på de Brittiska öarna, inte minst i Skottland och på Irland. Organisationen BIBBA arbetar aktivt för att rädda, förbättra och sprida det nordiska biet i Storbritannien.[21]
- I Schweiz finns det cirka 15,000 renrasiga nordbisamhällen, vilket motsvarar 10 % av alla honungsbisamhällen i Schweiz.[22]
- I Österrike finns det cirka 10,000 renrasiga nordbisamhällen, vilket motsvarar 1 % av alla honungsbisamhällen i Österrike.[22]
- I Tyskland var det nordiska biet den vanligast förekommande underarten sedan 10,000 år tillbaka, men dess situation försämrades kraftigt undra andra världskriget på grund av massiv import av Carnica-bin från Österrike, efter att det landet hade invaderats av nazisterna. På sikt ledda detta till att de ursprungliga tyska bisamhällena med nordiska bin trängdes undan och år 1975 fick man konstatera att det sista samhället med nordiska bin hade dött. Efter denna händelse har flera tyska nordbiföreningar bildats med syftet att återetablera det nordiska biet i Tyskland.[22][23][24]
- På den nordamerikanska kontinenten finns det nordiska bin i delstaterna Arkansas, Louisiana, Mississippi, Missouri och Oklahoma.[25]
- Olika typer av skyddsområden har inrättats på olika platser i Europa, till exempel i Skottland (Colonsay och Oronsay). I Sverige pågår det flera försök att skapa nordbireservat, parningsområden och genpooler för det nordiska biet.[26][27][28]

## Räddningsaktioner i Sverige
I Sverige pågår det flera aktioner för att återetablera det nordiska biet i olika landsdelar. De första försöken till att återetablera det nordiska biet i Sverige gjordes redan på Styrsö utanför Göteborg på 1940-talet och vid Yttertavle i Västerbotten på 1970-talet, men det var först på 1980-talet som ett mera nationellt omfattande räddningsprojekt startade.
- Året 1984 kan betraktas som det officiella startskottet för det nuvarande nationella räddningsprojektet. Då skapades  den första säkra parningsplatsen med kontrollerat drönar-material på ön Lurö i Vänern, för att kunna skapa en ren stam av det nordiska biet. Initiativtagare och ansvariga för detta var Gunnar Johansson och Rolf Nordström, och på ett senare stadium Martti Öistämö och Ingvar Arvidsson. Härmed lades grunden för utarbetningen av ett professionellt koncept för räddningsarbetet av det nordiska biet. År 1989 presenterade Ingvar Arvidsson detta för den dåvarande Genbanksnämnden som godkände detta.
- År 1990 grundades projektet Nordbi[26] för att rädda det utrotningshotadet nordiska biet i Sverige och i Norden, med stöd både från Världsnaturfonden (WWF) och Sveriges biodlares riksförbund (SBR). Projektledare var Ingvar Arvidsson som tillsammans med en ledningsgrupp bestående av professionella biodlare, naturvetare och forskare (Karl Drakenberg,  Ulf Gröhn, Gunnar Johansson, Ingvar Pettersson,  Per Ruth[29], och Josef Stark) började att inventera förekomsten av nordiska bin i Sverige. Ett upprop gick ut till samtliga biodlarföreningar för att fråga vilka biodlare ännu hade nordiska bin. På basis av detta sändes 100 prover in för en professionell bedömning med avseende på  färg, mätningar av hårlängd och cubitalindex.[7] Som grund för den fortsatta aveln valdes så cirka tio drottningar ut och idag arbetar projektet nu med cirka 30 avelslinjer. På slutet av 1990-talet fanns det i Sverige mellan 500 och 800 samhällen med nordiska bin, och idag beräknas antalet samhällen till cirka 1,000-1,200. Detta motsvarar knappt 1,5 % av alla bisamhällen i Sverige. För att utvidga mängden samhällen med nordiska bin och skapa mera trygga förhållanden för dem, har olika typer av renparningsområden (reservat) upprättats i olika delar av Sverige. Vidare så har olika samarbeten inletts med både de nordiska länderna och andra länder i världen.
- År 1997 bildades  Nordbiföreningen där syftet är att vidareutveckla räddningsarbetet  inom Projekt Nordbi [26] genom andra aktiviteter, såsom olika typer av informationsverksamheter och konferenser.
- År 1998 bildades det första svenska nordbireservatet i norra Jämtland.[28] Efter detta har det bildats fler nordbireservat i Sverige (till exempel två i Västerbotten), vidare så har speciella parningsstationer[27] och genpooler skapats (på två öar: Holmön utanför Umeå och på Utö i Stockholms skärgård).
- År 2014 började Nordens Ark, en ideell stiftelse som arbetar för att ge utrotningshotade djur en framtid, att engagera sig aktivt för det nordiska biet.[30]